# Municipio de Liberty (condado de Saline, Kansas)
El municipio de Liberty (en inglés: Liberty Township) es un municipio ubicado en el condado de Saline en el estado estadounidense de Kansas. En el año 2010 tenía una población de 175 habitantes y una densidad poblacional de 1,88 personas por km².

## Geografía
El municipio de Liberty se encuentra ubicado en las coordenadas 38°39′31″N 97°32′7″O / 38.65861, -97.53528. Según la Oficina del Censo de los Estados Unidos, el municipio tiene una superficie total de 93.31 km², de la cual 93,15 km² corresponden a tierra firme y (0,18 %) 0,17 km² es agua.

## Demografía
Según el censo de 2010, había 175 personas residiendo en el municipio de Liberty. La densidad de población era de 1,88 hab./km². De los 175 habitantes, el municipio de Liberty estaba compuesto por el 100 % blancos. Del total de la población el 1,71 % eran hispanos o latinos de cualquier raza.